# 巴伦苏埃拉 (菲律宾)
巴伦苏埃拉，菲律賓華人译作描仁瑞拉（闽南语白話字：Bâ-lîn-sūi-la），是位于菲律宾马尼拉大都会的一个城市，位于马尼拉市北部14公里处，陆地面积44.59平方公里，建立于1621年，1998年升级为市，於2010年人口近60万，人口数量菲律宾排名第十.72%的人使用他加禄语，下辖32个镇。
這里也是生力啤酒的原產地。